# Alfredo Puig Spangenberg
Alfredo J. Puig Spangenberg (Montevideo, 1897 - ibídem, 1973) fou un polític uruguaià, pertanyent al Partit Nacional.
Ramader radicat en l'estada El Ombu, a la tercera secció del departament de Flores, va militar a les files de l'herrerisme. En les eleccions de 1934 va ser elegit intendent municipal de Flores, càrrec per al qual va ser reelegit quatre anys més tard, i en el qual va romandre fins a 1942. En les eleccions nacionals d'aquest any va ser elegit diputat per Flores, ocupant la banca entre 1943 i 1947.
En anys posteriors es va allunyar de l'herrerisme i es va incorporar a la Unió Blanca Democràtica (UBD). El 1958 va ser elegit president del Consell Departamental de Flores (òrgan que exercia la funció executiva a nivell departamental sota la Constitució de 1952), per al període 1959-1963. Al juliol de 1964 es va incorporar al quart i últim Consell Nacional de Govern per la majoria de la UBD, després de la defunció de Daniel Fernández Crespo, ocupant el càrrec fins a la finalització del període el 1967.